# Dentalium vallicolens
Dentalium vallicolens is een Scaphopodasoort uit de familie van de Dentaliidae. De wetenschappelijke naam van de soort is voor het eerst geldig gepubliceerd in 1904 door Raymond.